# آلبرت داوس
آلبرت داوس (انگلیسی: Albert Dawes؛ ۲۳ آوریل ۱۹۰۷ – ۲۳ ژوئن ۱۹۷۳) بازیکن فوتبال اهل انگلستان بود.
از باشگاه‌هایی که در آن بازی کرده‌است می‌توان به باشگاه فوتبال کریستال پالاس، باشگاه فوتبال لوتون تاون، و باشگاه فوتبال نورث‌همپتون تاون اشاره کرد.